# 앤 터켈
앤 터켈(Ann Turkel, 1946년 7월 16일 ~ )은 미국의 배우, 모델이다.

## 텔레비전
- 전격 Z작전

## 영화
- 데자뷰 (2006년)
- 터치 미 (1997년) - 린다 역
- 피어 (1995년)
- 찬스 오브 라이프타임 (1991년)
- 델마토드 살인 사건 (1991년)
- 에이리언 대습격 (1987년)
- 심해의 공포 (1980년) - 수잔 드레이크 박사 역
- 꿈꾸는 낙원 (1978년)
- 골든 랑데부 (1977년)
- 카산드라 크로싱 (1977년)
- 99와 100분의 44% 죽음 (1974년)
- 라이온의 영웅 (1968년)